# موشک زمین‌به‌هوای جولین

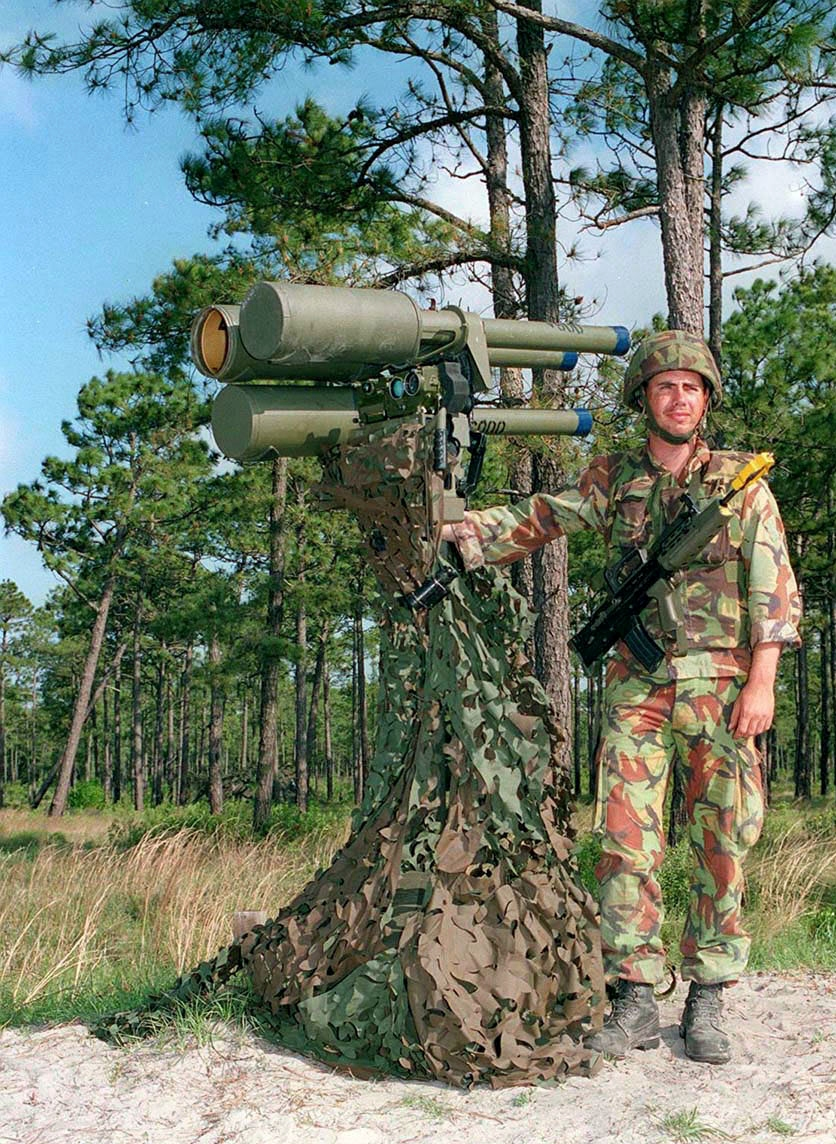
سرباز بریتانیایی در کنار پرتابگر سه‌قلوی جولین

جَوِلین (Javelin) نام موشک بریتانیایی دوش‌پرتاب زمین به هوایی است که سابقاً در ارتش بریتانیا و ارتش کانادا از آن استفاده می‌شد.
واژهٔ انگلیسی Javelin به معنی ژوبین است.